# Klorfenol
Klorfenol är ett samlingsnamn för kemiska föreningar som både är klororganiska föreningar och fenoler.

## Struktur
De flesta klorfenoler återfinns i flera olika isomerer. Monoklorfenoler finns som tre isomerer: 2-klorfenol, 3-klorfenol och 4-klorfenol. Pentaklorfenol finns dock bara som en isomer eftersom alla fem väteatomer har blivit utbytta mot kloratomer.

Strukturformel för 2-klorfenol.
Strukturformel för 3-klorfenol.
Strukturformel för 4-klorfenol.

## Tillverkning
Klorfenoler tillverkas genom elektrofil halogenering av fenol med klor.